# Ptilimnium capillaceum
Ptilimnium capillaceum är en flockblommig växtart som först beskrevs av André Michaux, och fick sitt nu gällande namn av Constantine Samuel Rafinesque och Nicolas Charles Seringe. Ptilimnium capillaceum ingår i släktet Ptilimnium och familjen flockblommiga växter. Inga underarter finns listade i Catalogue of Life.